# Likymnios von Chios
Likymnios von Chios war ein antiker griechischer Sophist aus der Stadt Chios.
Dionysios von Halikarnassos zählt ihn zu den Schülern des Sophisten Gorgias. Nach Aristoteles verfasste er eine Schrift über Kunst der Rhetorik. Vermutlich beschäftigte er sich auch mit der grammatischen Klassifizierung von Worten (onomáton diaíresis).